# Fraiburgo

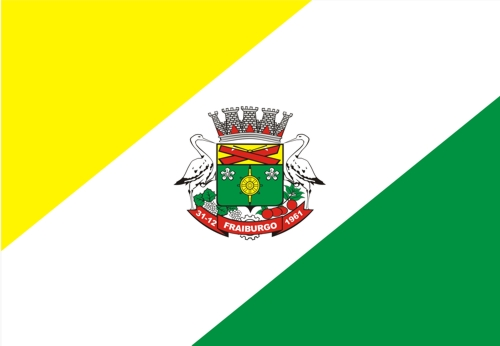
Drapelul municipiului Fraiburgo

Fraiburgo este un oraș în Santa Catarina (SC), Brazilia.

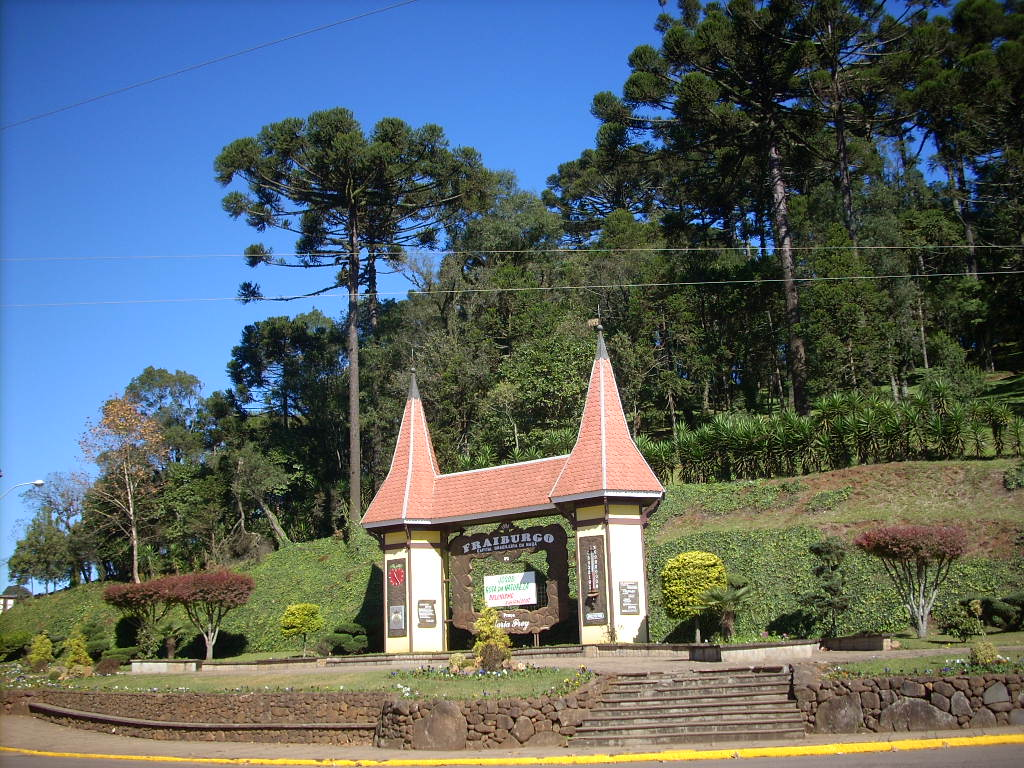
Piaţa Maria Frey

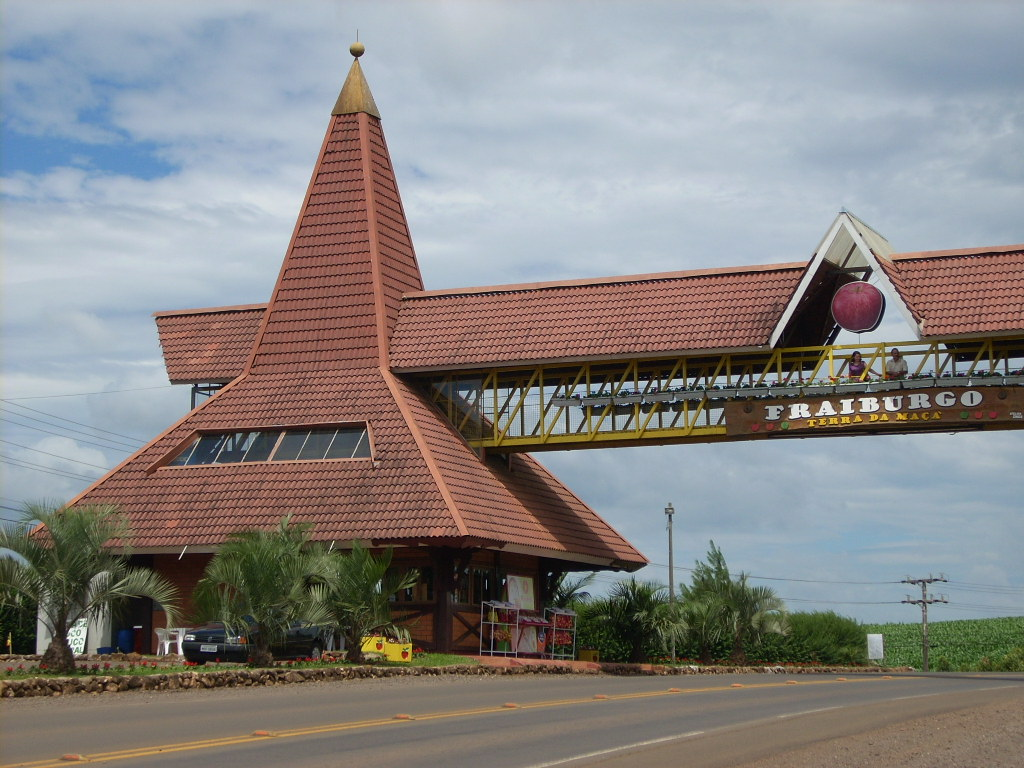
Poarta de intrare în oraş

Ca și multe alte orașe (Municipii) braziliene, originea localității se datorează unor evenimente importante din Primul război mondial.
Familia Frey, originară din Alsacia, pe atunci în posesia Germaniei, nesigură de evoluțiile viitoare ale Europei, și-a părăsit pământurile natale și a emigrat în Brazilia în anul 1919. 
Au locuit întâi în Paraná și Rio Grande do Sul, după care s-au stabilit, în 1939, la Videira. După 10 ani, au plecat la  Fraiburgo, ai cărei fondatori au devenit.
Data oficială a fundării localității este 29 decembrie 1961. 
Ziua localității se sărbătorește la sfârșitul lunii martie și începutul lunii aprilie și se numește Sărbătoarea merilor.
Principalele activități economice sunt legate de cultura mărului, producția de mere repezentând 60% din cea a regiunii Santa Catarina și 40% din a Braziliei. O a doua bogăție locală este producția de miere; există circa 15.000 de stupi care polenizează peste 7 milioane de meri.
Poulația era de 34.273 de locuitori în anul 2002, iar cea estimată în anul 2004 era de 36.180 de locuitori.
Deoarece colonizarea a fost făcută de germani și italieni, în prezent, principalele etnii din localitate sunt germani, italieni și cabocla.
Localizare: în zona mijlocie de vest a braziliei, la 27º01'34" latitudine sud și 50º55'17" longitude vest, la 54 km de Caçador, 87 km de Curitibanos și 380 km de Florianópolis.
Suprafața localității este de 546 km².
Datorită altitudinii de 1.100 m deasupra nivelului mării, la care se află, în Fraiburgo temperaturile sunt scăzute cea mai mare parte din an. Iarna temperaturile scad până la -10°C, în timp ce vara urcă la 36°C.
Orașe apropiate: Videira, Joaçaba, Pinheiro Preto, Curitibanos, Treze Tílias, Tangará, Caçador, Campos Novos.
Lângă localitate există 50 ha de pădure nativă, care au fost transformate în rezervație ecologică.